# 12 avril en sport
12 mars 12 mai
Chronologies thématiques
- Croisades
- Ferroviaires
- Disney

Le 12 avril (102e jour de l'année ou 103e en cas d'année bissextile) en sport.

## Événements

### XIIIesiècle
- 1204 :
  - (Course de chars) : lors de la quatrième croisade, Constantinople tombe aux mains des Latins ; c’est la fin des courses de chars…

### XIXesiècle
- 1858 :
  - (Billard) : Michael Phelan devient le premier champion de billard (reconnu) des États-Unis en s’imposant face à Ralph Benjamin à Détroit[1].
- 1884 : 
  - (Rugby à XV /Tournoi britannique) : dans le dernier match du Tournoi, le pays de Galles évite la dernière place en battant au stade national de Cardiff l'Irlande sur le score de 1 à 0[2]

### XXesièclede1901à1950
- 1908 :
  - (Football) : Madrid FC remporte la Coupe d’Espagne face au Sporting Vigo, 2-1.
- 1933 :
  - (Cyclisme) : à Los Angeles, Albert Marquet établit un nouveau record de vitesse à vélo sur le plat derrière abri à 139,902 km/h.

### XXesièclede1951à2000
- 1981 :
  - (Formule 1) : au Grand Prix automobile d'Argentine, victoire de Nelson Piquet.
- 1982 : 
  - (Rallye automobile) : arrivée du Rallye Safari et victoire de Shekhar Mehta et Mike Doughty.
- 1987 :
  - (Formule 1) : au Grand Prix automobile du Brésil, victoire d'Alain Prost.
- 1997 :
  - (Football) : Strasbourg remporte la Coupe de la Ligue aux tirs au but contre Bordeaux.
- 1998 :
  - (Formule 1) : au Grand Prix automobile d'Argentine, victoire de Michael Schumacher.

### XXIesiècle
- 2015 :
  - (Athlétisme /Marathon de Paris) : le Kényan Mark Korir remporte le Marathon de Paris en 2 h 05 min 49 s. Chez les femmes, victoire de l'Éthiopienne Meseret Mengistu en 2 h 23 min 26 s. En fauteuil roulant, c'est le Français Julien Casoli qui s'impose en 1 h 32 min 12 s.
  - (Basket-ball /Euroligue féminine) : L'équipe tchèque de Prague a créé la surprise en remportant son premier titre de championne d'Europe de basket dames, grâce à sa victoire 72-68 face à la formation russe d'Ekaterinbourg en finale.
  - (Cyclisme sur route /Classiques) : en remportant Paris-Roubaix, John Degenkolb (Giant-Alpecin) a signé en 2015 une deuxième victoire dans un Monument après Milan-San Remo. L'Allemand s'est facilement imposé au sprint.
  - (Golf) : le jeune Américain Jordan Spieth (-18), âgé de 21 ans, remporte le 79e Masters. Il devance de quatre coups l’Anglais Justin Rose (-14) et l’Américain Phil Mickelson (-14).
  - (Compétition automobile /Formule 1) : au terme d'un Grand Prix de Chine largement maîtrisé, à l'image de son week-end, Lewis Hamilton (Mercedes) s'est imposé en Chine, devant son coéquipier Nico Rosberg et Sebastian Vettel (Ferrari).
- 2017 :
  - (Cyclisme sur piste /Championnats du monde) : début des championnats du monde de cyclisme sur piste qui se déroulent à Hong Kong jusqu'au 16 avril 2017.

## Naissances

### XIXesiècle
- 1839 :
  - Joseph Charlemont, maître d'armes et codificateur de la boxe français. († 15 septembre 1929).
- 1874 :
  - William Foulke, footballeur anglais. (1 sélection en équipe d'Angleterre). († 1er mai 1916).
- 1880 :
  - Josef Bechyně, lutteur de gréco-romaine bohémien. († 1er août 1934).
  - Addie Joss, joueur de baseball américain. († 14 avril 1911).
- 1881 :
  - Henri Mouton, footballeur français. (5 sélections en équipe de France). († 20 mars 1962).
- 1888 :
  - Dan Ahearn, athlète de triple saut américain. († 20 décembre 1942).
  - Kaarlo Koskelo, lutteur finlandais. Champion olympique des poids plume aux Jeux de Stockholm 1912. († 21 décembre 1953).

### XXesièclede1901à1950
- 1909 :
  - Franz Kapus, bobeur suisse. Champion olympique du bobo à quatre aux Jeux de Cortina d'Ampezzo 1956. Champion du monde de bobsleigh à quatre 1955. († 4 mars 1981).
- 1912 :
  - Frank Dilio, dirigeant de hockey sur glace canadien. († 26 janvier 1997).
- 1914 :
  - Gretel Bergmann, athlète de saut en hauteur allemande. († 25 juillet 2017).
- 1917 :
  - Robert Manzon, pilote de F1 français. († 19 janvier 2015).
- 1923 :
  - Eddie Turnbull, footballeur puis entraîneur écossais. (9 sélections en équipe d'Écosse). († 30 avril 2011).
- 1930 :
  - John Landy, athlète de demi-fond australien. Médaillé de bronze du 1 500 m aux Jeux de Melbourne 1956. Détenteur du record du monde du 1 500 mètres du 21 juin 1954 au 28 juillet 1955. († 24 février 2022).
- 1941 :
  - Bobby Moore, footballeur puis entraîneur anglais. Champion du monde de football 1966. Vainqueur de la Coupe d'Europe des vainqueurs de coupe 1965. (108 sélections en équipe d'Angleterre). († 24 février 1993).
- 1942 :
  - Carlos Reutemann, pilote de F1 argentin. (12 victoires en Grand Prix). († 7 juillet 2021).
- 1947 :
  - Larry Cannon, basketteur américain. († 29 mai 2024).
- 1948 :
  - Marcello Lippi, footballeur puis entraîneur italien. Vainqueur de la Ligue des champions 1996. Sélectionneur de l'équipe d'Italie de 2004 à 2006 et de 2008 à 2010. Champion du monde de football 2006.

### XXesièclede1951à2000
- 1951 :
  - Ray Mallock, pilote de compétition automobile d'endurance britannique.
- 1953 :
  - Bernard Tchoullouyan, judoka français. Médaillé de bronze des -78kg aux Jeux de Moscou 1980. Médaillé d'argent des-78kg aux mondiaux 1979 et champion du monde des-86 kg 1981. Médaillé de bronze des -78 kg aux CE de judo 1977, 1978 et 1980 puis médaillé d'argent des -86 kg aux CE de judo 1981 et de bronze des -86kg 1982. († 7 janvier 2019).
- 1958 :
  - Omar Palma, footballeur argentin. († 7 octobre 2024).
- 1959 :
  - Pascal Barré, athlète de sprint français. Médaillé de bronze du relais 4 × 100 m aux Jeux de Moscou 1980.
  - Patrick Barré, athlète de sprint français. Médaillé de bronze du relais 4 × 100 m aux Jeux de Moscou 1980.
- 1961 :
  - Corrado Fabi, pilote de F1 italien.
- 1962 :
  - Carlos Sainz, pilote de rallye et de rallye-raid espagnol. Champion du monde des rallyes 1990 et 1992. (26 victoires en rallye). Vainqueur du Rallye Dakar 2010.
- 1964 :
  - Johan Capiot, cycliste sur route belge. Vainqueur de Paris-Tours 1991.
  - Anne Caseneuve, navigatrice française. († 19 novembre 2015).
  - Ross Cheever, pilote de courses automobile d'endurance américano-italien.
- 1967 :
  - Neculai Țaga, rameur d'aviron roumain. Champion olympique du quatre avec barreur et médaillé de bronze du deux avec barreur aux Jeux de Barcelone 1992. Champion du monde d'aviron du quatre avec barreur 1993.
- 1968 :
  - Adam Graves, hockeyeur sur glace canadien.
- 1969 :
  - Lucas Radebe, footballeur sud-africain. Champion d'Afrique de football 1996. (70 sélections en équipe d'Afrique du Sud).
- 1970 :
  - Sylvain Bouchard, patineur de vitesse canadien. Champion du monde de patinage de vitesse du 1 000 m 1996.
- 1971 :
  - Fernando Meligeni, joueur de tennis brésilien.
  - Christophe Moreau, cycliste sur route français. Vainqueur du Tour du Chili 1996 et des Quatre Jours de Dunkerque 2003.
- 1972 :
  - Paul Lo Duca, joueur de baseball américain.
  - Mario Traversoni, cycliste sur route italien.
- 1973 :
  - Christian Panucci, footballeur puis entraîneur italien. Vainqueur de la Ligue des champions 1994 et 1998. (57 sélections en équipe d'Italie). Sélectionneur de l'équipe d'Albanie de 2017 à 2019.
- 1974 :
  - Roman Hamrlik, hockeyeur sur glace tchèque. Champion olympique aux Jeux de Nagano 1998.
  - Dinu Pescariu, joueur de tennis roumain.
- 1975 :
  - Marcelo Machado, basketteur brésilien.
- 1976 :
  - Brad Miller, basketteur américain.
- 1977 :
  - Tobias Angerer, skieur de fond allemand. Médaillé du relais 4 × 10 km aux Jeux de Salt lake City 2002, Médaillé d'argent du relais 4 × 10 km et de bronze du 15 km aux Jeux de Turin 2006 puis médaillé du 30 km aux Jeux de Vancouver 2010.
- 1979 :
  - Mateja Kežman, footballeur yougoslave puis serbe. (49 sélections avec l'équipe de Serbie-et-Monténégro).
- 1981 :
  - Yuriy Borzakovskiy, athlète de demi-fond russe. Champion olympique du 800 m aux Jeux d'Athènes 2004. Champion d'Europe d'athlétisme du 800 m 2012.
  - Nicolás Burdisso, footballeur argentin.
  - Hisashi Iwakuma, joueur de baseball japonais.
- 1983 :
  - Jelena Dokić, joueuse de tennis australienne.
  - Adam Russo, hockeyeur sur glace canado-italien.
  - Devin Smith, basketteur américain. Vainqueur de l'Euroligue 2014.
- 1984 :
  - Kevin Pauwels, cycliste sur route et cyclocrossman belge.
- 1985 :
  - Fatimatou Sacko, basketteuse française. (6 sélections en équipe de France).
- 1986 :
  - Brad Brach, joueur de baseball américain.
  - Sidney Dufresne, cavalier de concours complet français. Médaillé de bronze par équipes aux Mondiaux de sports équestres 2018.
  - Marcel Granollers, joueur de tennis espagnol. Vainqueur de la Coupe Davis 2011.
  - Boris Neveu, kayakiste français. Champion du monde de canoë-kayak du slalom par équipes 2006, médaillé d'argent en individuel 2009, par équipes 2010 et 2011, médaillé de bronze par équipes 2013, champion en individuel et par équipes 2014, médaillé d'argent par équipes et en extrême 2017, en extrême 2018 puis champion en individuel et par équipes 2021. Médaillé d'argent en individuel et de bronze par équipes aux CE de canoë-kayak 2009,  médaillé de bronze par équipes 2011, champion d'Europe par équipes 2012, en individuel 2015, médaillé d'argent par équipes 2016 et 2017 puis champion d'Europe par équipes 2020.
  - Jay Robert Thomson, cycliste sur route sud-africain. Vainqueur du Tour d'Égypte 2008.
- 1987 :
  - Mehdi Cheriet, basketteur franco-algérien. (16 sélections avec l'équipe d'Algérie).
  - Michael Roll, basketteur américano-tunisien. Champion d'Afrique de basket-ball 2021. (25 sélections avec l'équipe de Tunisie).
- 1988 :
  - Haruna Asami, judokate japonaise. Championne du monde de judo des moins de 48 kg 2010 et 2011.
  - Pierre Bengtsson, footballeur suédois. (41 sélections en équipe de Suède).
  - Frank Mauer, hockeyeur sur glace allemand. Médaillé d'argent aux Jeux de Pyeongchang 2018. (81 sélections en équipe d'Allemagne).
- 1989 :
  - Ádám Hanga, basketteur hongrois. (36 sélections en équipe de Hongrie).
  - Gwladys Lemoussu, paratriathlète PT4 française. Médaillée de bronze aux Jeux de Rio 2016. Médaillée d'argent aux Mondiaux de paratriathlon 2016 et de bronze en 2017. Médaillée de bronze aux CE de paratriathlon 2016 et d'argent en 2017.
- 1990 :
  - Marija Čolić, handballeuse serbe. (31 sélections en équipe de Serbie).
  - Ievgueni Kouznetsov, plongeur russe. Médaillé d'argent du tremplin à 3 m synchronisé aux Jeux de Londres 2012. Champion d'Europe de plongeon du tremplin à 3 m synchronisé 2013, 2014, 2015 et 2016.
  - Hiroki Sakai, footballeur japonais. (75 sélections en équipe du Japon).
  - Robbin Sellin, footballeur suédois.
  - Tyshawn Taylor, basketteur américain.
  - Kaitlyn Weaver, patineuse artistique de danse sur glace canadienne.
- 1991 :
  - Felipe Berchesi, joueur de rugby à XV et de rugby à sept uruguayen. (39 sélections avec l'Équipe d'Uruguay de rugby à XV et 16 avec celle de rugby à sept).
  - Lionel Carole, footballeur français.
  - Torey Krug, hockeyeur sur glace américain. (10 sélections en équipe des États-Unis).
  - Joe Launchbury, joueur de rugby à XV anglais. Vainqueur du Grand Chelem 2016 puis des Tournois des Six Nations 2017 et 2020. (70 sélections en équipe d'Angleterre).
  - Magnus Pääjärvi Svensson, hockeyeur sur glace suédois. Champion du monde de hockey sur glace 2018. (31 sélections en équipe de Suède).
- 1992 :
  - Chad le Clos, nageur sud-africain. Champion olympique du 200 m papillon et médaillé d'argent du 100 m papillon aux Jeux de Londres 2012 puis médaillé d'argent du 200 m nage libre et du 100 m papillon aux Jeux de Rio 2016. Champion du monde de natation des 100 et 200 m papillon 2013 puis du 100 m papillon 2015 ainsi que du 200 m papillon 2017.
- 1993 :
  - Margaux Galliou-Loko, basketteuse française.
  - Lucas Jeannot, karatéka français. Médaillé d'argent aux Mondiaux de karaté en kata par équipes 2016. Médaillé de bronze aux CE de karaté en kata par équipes 2015 et 2017 puis champion d'Europe de karaté en kata par équipes 2016.
  - Ryan Nugent-Hopkins, hockeyeur sur glace canadien.
  - Barbara Wezorke, volleyeuse allemande. (21 sélections en équipe d'Allemagne).
- 1994 :
  - Éric Bailly, footballeur ivoirien. Champion d'Afrique de football 2015. Vainqueur de la Ligue Europa 2017. (49 sélections en équipe de Côte d'Ivoire).
  - Mira Todorova, volleyeuse bulgare. (103 sélections en équipe de Bulgarie).
- 1995 :
  - Jennifer Brady, joueuse de tennis américaine.
  - Wladimiro Falcone, footballeur italien.
  - Przemysław Frankowski, footballeur polonais. (40 sélections en équipe de Pologne).
  - Justin Robinson, basketteur américain.
  - Lorenzo Venuti, footballeur italien.
- 1996 :
  - Matteo Berrettini, joueur de tennis italien.
  - Ylber Ramadani, footballeur kosovaro-albanais. (20 sélections avec l'équipe d'Albanie).
  - Anton Salétros, footballeur suédois.
- 1997 :
  - Romain Cannone, épéiste français. Champion olympique de l'individuel aux Jeux de Tokyo 2020 Champion du monde d'escrime de l'épée en individuel et par équipes 2022.
  - Andrejs Cigaņiks, footballeur letton.
  - Katelyn Ohashi, gymnaste américaine.
  - Erlend Segberg, footballeur norvégien.
- 1998 :
  - Jose Alvarado, basketteur américano-portoricain.
- 2000 :
  - Fabrizio Caligara, footballeur italien.

### XXIesiècle
- 2002 :
  - Robert Navarro, footballeur espagnol.
  - Arouna Sangante, footballeur sénégalais.
- 2003 :
  - Jabes Saralegui, footballeur argentin.
- 2004 :
  - Kim Je-deok, archer sud-coréen. Champion olympique par équipes et par équipes mixte aux Jeux de Tokyo 2020.

## Décès

### XXesièclede1901à1950
- 1938 :
  - Achille Germain, 53 ans, cycliste sur route et sur piste français. (° 5 mai 1884).

### XXesièclede1951à2000
- 1962 :
  - Ron Flockhart, 38 ans, pilote de F1 et de courses d'endurance écossais. Vainqueur des 24 Heures du Mans 1956 et 1957. (° 16 juin 1923).
  - Nils Hellsten, 76 ans, épéiste et fleurettiste suédois. Médaillé de bronze de l'épée individuelle aux Jeux de Paris 1924. (° 19 février 1886).
- 1981 :
  - Joe Louis, 66 ans, boxeur américain. Champion du monde poids lourds de boxe de 1937 à 1948. (° 13 mai 1914).
- 1983 :
  - Carl Morton, 39 ans, joueur de baseball américain. (° 18 janvier 1944).
- 1986 :
  - François Neuville, 73 ans, cycliste sur route belge. Vainqueur du Tour de Belgique 1938. (° 24 novembre 1912).
- 1989 :
  - Sugar Ray Robinson, 67 ans, boxeur américain. Champion du monde poids welters de boxe de 1946 à 1950 puis champion du monde poids moyens de boxe du 14 février 1951 au 10 juillet 1951, du 12 septembre 1951 au 21 octobre 1953, du 9 décembre 1955 au 2 janvier 1957, du 1er mai 1957 au 23 septembre 1957 et du 25 mars 1958 au 22 janvier 1960. (° 3 mai 1921).
- 1998 :
  - Bruno Rodzik, 62 ans, footballeur français. (21 sélections en équipe de France). (° 29 mai 1935).

### XXIesiècle
- 2012 :
  - Aleksandar Petaković, 81 ans, footballeur puis entraîneur yougoslave puis serbe. (19 sélections avec l'équipe de Yougoslavie). (° 6 février 1930).
- 2015 :
  - Patrice Dominguez, 65 ans, joueur de tennis, entraîneur puis dirigeant sportif et consultant TV français. Capitaine de l'Équipe de France de Coupe Davis en 1990. DTN de la FFT de 1994 à 1996. (° 12 janvier 1950).
- 2020 :
  - Stirling Moss, 90 ans, pilote de F1 et de courses d'endurance britannique. (16 victoires en Grand Prix). (° 17 septembre 1929).